# Van Dishoeckhuis

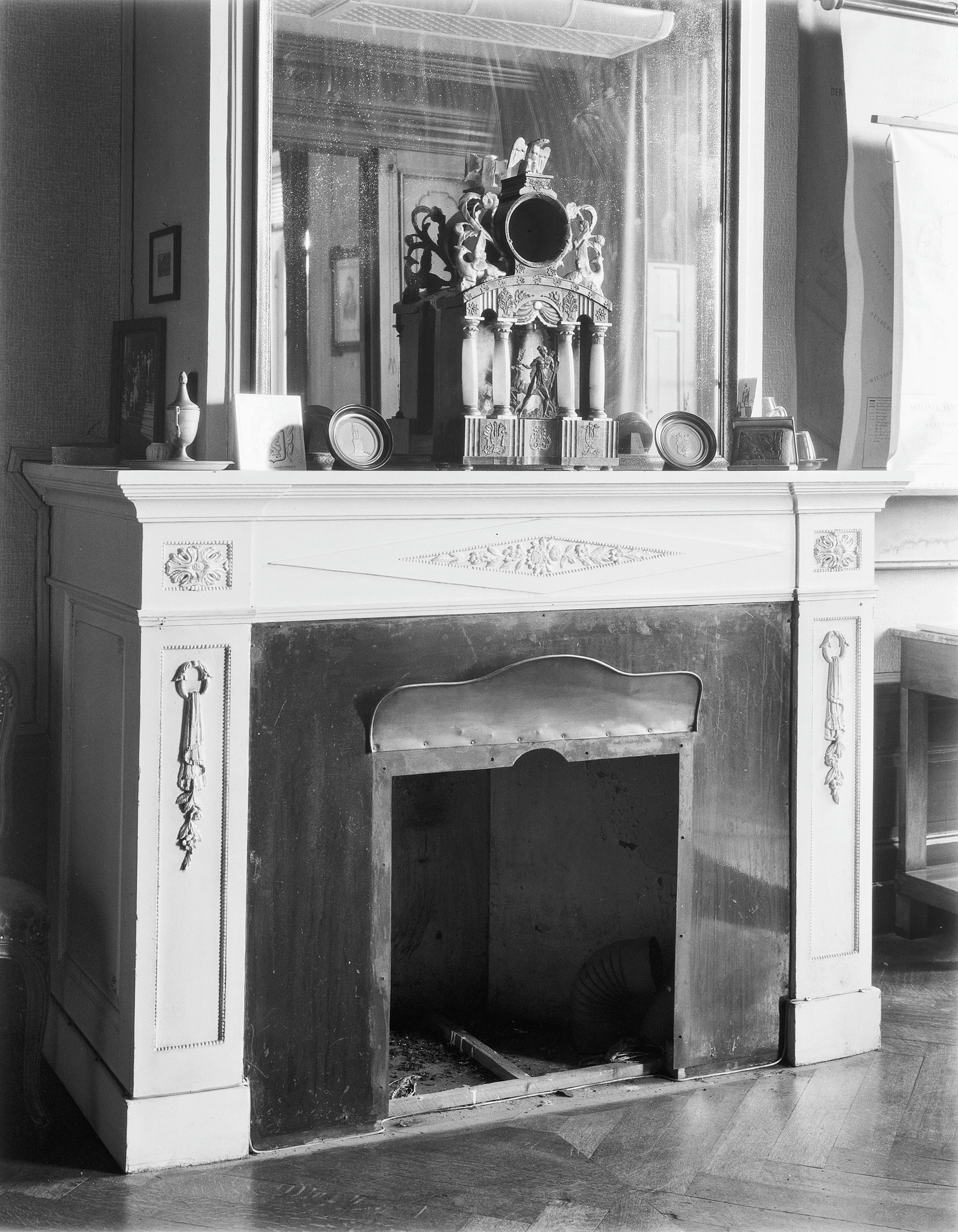
Interieur, schouw in burgemeesterskamer – Vlissingen – 20243420 - RCE

Het Van Dishoeckhuis was een stadspaleis, genoemd naar de eerste bewoner, mr. Anthoni Pieter van Dishoeck (1709-1767), tussen 1739 en 1759 verschillende malen burgemeester van de Nederlandse stad Vlissingen. Het bouwwerk werd ontworpen door de Antwerpse beeldhouwer en architect Jan Peter van Baurscheit de Jonge (1699-1768).

## Historie
In 1733 liet Anthonie Pieter van Dishoeck een reeds door zijn vader gekocht pand aan de Vlissingse Houtkade, tussen het Droogdok en de Oostkerk, verbouwen tot een voornaam stadspaleis. Vader Ewout van Dishoeck, die zijn fortuin vergaarde in Oost-Indië, nam de financiering van het bouwproject op zich.
Eind 18e eeuw kocht Abraham van Doorn, die zijn fortuin verdiende in de West, het pand. Lang kon hij in eerste instantie niet genieten van zijn woning, want in 1803 moest Van Doorn het huis kortstondig beschikbaar stellen aan Napoleon, die Vlissingen kwam inspecteren. In 1809 werd het Vlissingse stadhuis bij een bombardement tijdens de Engelse aanval op Walcheren verwoest en na de aftocht van de Fransen werd in 1814 het Van Dishoeckhuis het nieuwe stadhuis, wat het zou blijven tot 1965.
Door de groei van scheepswerf De Schelde in de jaren vijftig van de 20e eeuw kwam het Van Dishoeckhuis steeds meer geïsoleerd te staan. Omdat het door het voortdurende gebonk vanaf de scheepswerf naar verluidt soms moeilijk was geworden om elkaar te verstaan, werd er in de jaren zestig besloten om een nieuw gemeentehuis te laten bouwen. In 1965 kwam het Van Dishoeckhuis leeg te staan en doordat er geen nieuwe bestemming voor gevonden werd, verpauperde het al snel. Dit leidde tot het plan om het monumentale pand te slopen. In 1976 werden plannen gemaakt om het pand te slopen en in segmenten op te slaan. Een voorstel om het pand in zijn geheel te verplaatsen en een handtekeningenactie die door duizenden Vlissingers werd ondertekend, konden de sloop van het gebouw niet voorkomen. Op 13 augustus 1986 werd het oude raadhuis op de Houtkade gesloopt en was het einde van het Van Dishoeckhuis een feit.

## Delen gered
Delen van het Van Dishoeckhuis zijn van de ondergang gered. Zo werden drie plafonds twee jaar na de sloop, in 1988 gebruikt ter vervanging van een plafond in het gebouw van de Hoge Raad der Nederlanden in Den Haag.
In het Zeeuws Maritiem muZEEum zijn enkele stukken die behoorden tot het Van Dishoeckhuis, tentoongesteld. Onder andere de beelden van de Griekse goden Athena (wijsheid, oorlog, kunst) en Apollo en enkele ornamenten behoren er nu tot de permanente collectie. In een depot ligt ook nog materiaal opgeslagen. Dat genoemde beelden en ornamenten bewaard zijn gebleven, is te danken aan de toenmalig conservator van het Stedelijk museum Vlissingen die ze persoonlijk van de ondergang redde.